# Liars
Liars er et noise indie-rockband fra New York, dannet i 2000. 

## Biografi
Oprindeligt bestod bandet af Andrews, Hemphill, Pat Noecker og Ron Albertson. De gennemgående medlemmer er Angus Andrew (vokal), Aaron Hemphill (guitar, moodswinger), og Julian Gross (trommer). De er repræsentanter for undergenren New Weird America.

## Diskografi

### Album
- They Threw Us All in a Trench and Stuck a Monument on Top (Gern Blandsten, Oktober 2001) – CD/LP
- They Were Wrong, So We Drowned (Mute Records, 2004) – CD/LP
- Drum's Not Dead (Mute Records, 2006) – CD+DVD/LP
- Liars (Mute Records, 2007) – CD/LP
- Sisterworld (2010)
- WIXIW (2012)
- Mess (2014)
- TFCF (2017)
- Titles with the Word Fountain (2018)

### EP og 7"
- Fins to Make Us More Fish-Like (Mute Records, November 2002) – CD EP
- Atheists, Reconsider (Arena Rock Recording Co., December 2002) – Split EP (met Oneida) – CD/LP
- We No Longer Knew Who We Were – CD/vinyl
- There's Always Room On the Broom/Single – CD/vinyl
- Split med Yeah Yeah Yeahs – 7" single
- We Fenced Other Gardens With the Bones of Our Own – CD/vinyl single
- It Fit When I Was a Kid – CD/vinyl single
- The Other Side of Mt. Heart Attack – CD/vinyl single
- How Many More Times Split med Gerry Mitchell & Little Sparta – Fire Records Keep Mother  serie G-H Augustus 2006 – 10" single